# 흥부전 (드라마)
《흥부전》은 MBC에서 1980년 10월 31일에 방영된 창사 19주년 기념 드라마이다. 고전 흥부전을 현대의 시각으로 극화하였다.

## 줄거리
천하가 다 아는 놀부의 욕심과 심술은 부모젯상에 제수 대신 돈을 올려놓고 제사를 지낼 정도이다. 흥부가 대신 매맞아주기로 한 이부잣집 아들 이도령은 흥부의 큰딸 분이와 은근한 사랑을 나누는데 나라에 대사면령이 내린다.

## 등장 인물
- 김무생
- 박근형
- 김용림
- 고두심
- 김기일
- 박규채
- 최불암
- 홍성민